# Вадовице
Вадовице (пољ. Wadowice) је град у Пољској у Војводству Малопољском у Повјату wadowicki. Према попису становништва из 2011. у граду је живело 19.386 становника.
.

## Становништво
Према прелиминарним подацима са пописа, у граду је 2011. живело 19.386 становника.
| 2002.  | 2011.  | 2012.  |
| ------ | ------ | ------ |
| 19.531 | 19.386 | 19.356 |

## Партнерски градови
- Асизи
- San Giovanni Rotondo
- Pietrelcina
- Carpineto Romano
- Sona
- Canale d'Agordo
- Чикаго Хајтс, Марктл, Кечкемет